# Austrian Cultural Forum New York

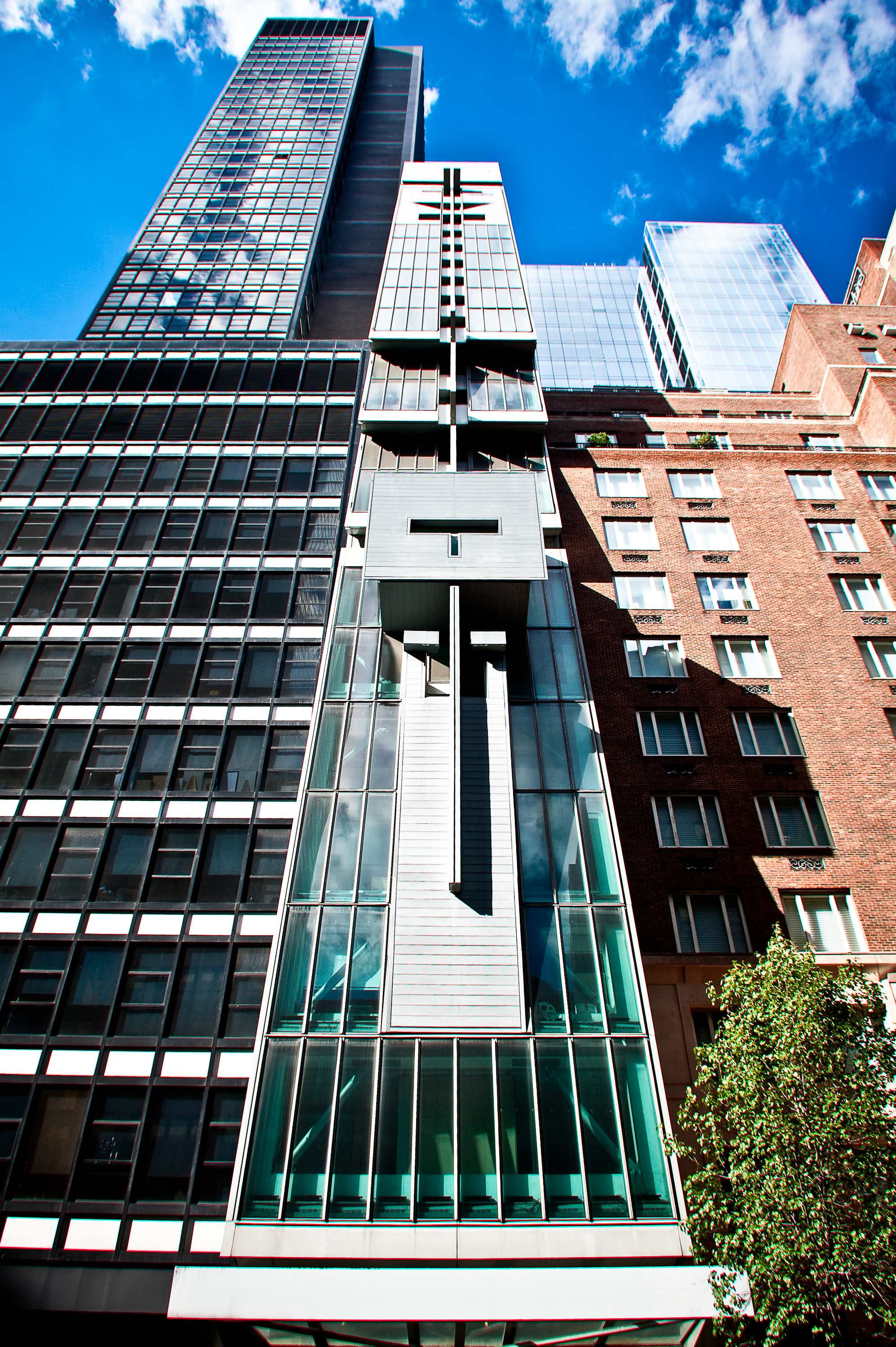
Das österreichische Kulturforum in Manhattan, New York. Neubau von Raimund Abraham, eröffnet 2002.

Das Österreichische Kulturforum New York (Austrian Cultural Forum New York, ACFNY) ist Österreichs Vorzeigekulturvertretung in den Vereinigten Staaten. Das architektonisch einzigartige und hochgelobte Gebäude befindet sich in Midtown Manhattan in New York City. Das ACFNY präsentiert Höhepunkte der österreichischen Kultur in den USA und organisiert Ausstellungen und Veranstaltungen in den Bereichen bildende Kunst, Musik, Film, Theater und Literatur. Das gesamte kulturelle Angebot ist für die Öffentlichkeit zugänglich und kostenlos.
Das ACFNY fördert einen lebendigen Austausch zwischen österreichischen und amerikanischen Künstlern und dem internationalen Publikum, unter anderem durch die Vernetzung mit akademischen und künstlerischen Institutionen in den gesamten Vereinigten Staaten.
Das ACFNY bietet auch eine Plattform für Wissenschaftsdiplomatie (Science Diplomacy), die sich auf nachhaltige Entwicklung und demokratische Werte konzentriert.

Seit September 2022 leitet Susanne Keppler-Schlesinger das ACFNY.

## Geschichte
Das Austrian Cultural Forum New York wurde 1942 von österreichischen Emigranten als Austrian Institute zur Aufrechterhaltung österreichischer Kultur in New York gegründet. 1963 wurde es an seiner heutigen Adresse 11, East 52nd Street im zentralen Stadtteil Manhattan als offizielle Kulturvertretung der österreichischen Bundesregierung eröffnet. Seit 2002 verfügt die in Österreichisches Kulturforum umbenannte Institution über ein neues, von Raimund Abraham entworfenes Gebäude.
Das Kulturforum fällt in die Zuständigkeit des österreichischen Generalkonsulats in New York.

### Leitung
- 1957–? Wilhelm Schlag
- Lücke
- 1970–1975 Richard Sickinger[1]
- ?–? Fritz Cocron
- 1984–1987 Peter Marboe
- 1988–1999 Wolfgang Waldner
- ?–August 2007 Christoph Thun-Hohenstein[2]
- 1. September 2007 bis August 2013 Andreas Stadler
- 2007–? Christine Moser, die zuvor unter anderem die österreichische Botschafterin bei der Organisation für Sicherheit und Zusammenarbeit in Europa (OSZE) war.[3]
- Seit September 2022 Susanne Keppler-Schlesinger

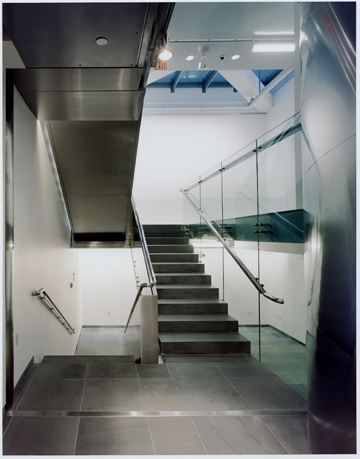
Das Stiegenhaus und die Galerie

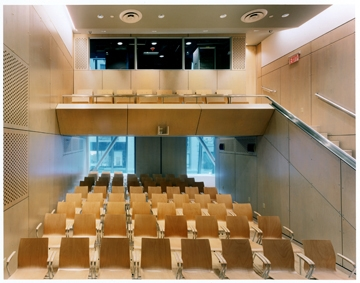
Veranstaltungsraum für Konzerte

## Gebäude
Der Vorgängerbau am gleichen Standort in der East 52nd Street zwischen Madison und Fifth Avenue stand in den 1980er Jahren zur Generalsanierung an. Das Außenministerium entschied sich aber für einen Neubau. 1992 wurde ein Architekturwettbewerb durchgeführt; die internationale Jury bewertete den Entwurf von Raimund Abraham als die beste von 226 Einreichungen.
Das 2002 fertiggestellte Gebäude ist in einer nur 7,5 Meter breiten Baulücke in Manhattan situiert. Nicht verwunderlich daher, dass das Gebäude, welches über 24 Stockwerke und eine Gesamthöhe von 84 Metern verfügt, eine architektonische Besonderheit darstellt. Die Fassade des Gebäudes, die sich in mehreren Abstufungen nach oben schräg um letztendlich mehrere Meter zurückzieht, besteht aus Glas, Zink und Aluminium. Das Bauwerk gilt als eines der interessantesten Architekturprojekte der jüngsten New Yorker Geschichte. Es verfügt über Ausstellungsräume, ein Theater, eine Bibliothek und Audiothek, Büros, Seminar- und Empfangsräume sowie Wohnungen für die Leiter der Institution.

## Aktivitäten
Das ACF dient seit seiner Gründung als Ort des kulturellen Austausches zwischen Österreichern und Amerikanern und stellt zeitgenössische österreichische Künstler im US-amerikanischen Raum vor.
Es ist für die kulturelle und wissenschaftliche Zusammenarbeit mit allen Bundesstaaten der Vereinigten Staaten zuständig, ausgenommen nur Washington, D.C., das im Rahmen der österreichischen Botschaft über ein eigenes Kulturforum verfügt. Sowohl die Eigenveranstaltungen als auch die Förderung von Kooperationsprojekten mit verschiedensten kulturellen Einrichtungen in den USA werden aufgrund einer klaren Orientierung nach zeitgenössischer, künstlerischer, gesellschaftspolitischer und wissenschaftlicher Relevanz vorgenommen.

## Veranstaltungen

### Ausstellungen
Im Gebäude des ACF finden sich insgesamt 5 Stockwerke, die als Ausstellungsfläche für vorwiegend zeitgenössische Kunst dienen und in denen in der Regel drei größere thematische Ausstellungen pro Jahr stattfinden. Dazwischen ist auch Platz für kleinere eventartige Installationen.

### Musik und Tanz
Konzerte und Performances finden teils im hauseigenen Auditorium statt, teils ausgelagert an verschiedensten Veranstaltungsorten in New York. Letzteres trägt den Kooperationen mit US-amerikanischen Partnerinstitutionen Rechnung, Veranstaltungen fanden bereits in der Carnegie Hall oder in der Judson Memorial Church statt.
Im Frühjahr 2005 fand beispielsweise mit Moving Patterns eine in der Szene der elektronischen Musik viel beachtete Veranstaltung von österreichischen Elektronik- bzw. Experimentalmusikern statt.

### Film
Im ACF werden im Rahmen einer ganzjährigen Serie einerseits Filme mit Österreichbezug vorgeführt, andererseits finden thematisch mit anderen Veranstaltungen des Kulturforums in Beziehung stehende Spezialvorführungen statt.

### Diskussionsveranstaltungen und Lesungen

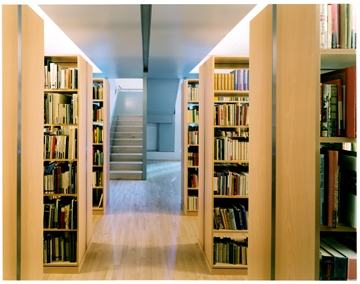
Bibliothek

Einen weiteren Bereich der Aktivitäten im österreichischen Kulturforum in New York bilden verschiedenste Podiumsdiskussionen, Lesungen und Buchpräsentationen.

## Bibliothek
Die Bibliothek des ACF befindet sich im 4. Stock des Gebäudes und verfügt über eine Sammlung von über 10.000 Büchern mit Bezug zu österreichischer Kunst und Kultur. Die Bibliothek wird derzeit digitalisiert, die bisher erfassten Titel sind über das System des Österreichischen Bibliothekenverbundes online abrufbar.

## Beratungsleistungen
Die Mitarbeiter des österreichischen Kulturforums in New York stehen jeweils in ihren Bereichen für Beratungs- und Netzwerkleistungen für österreichische und amerikanische Künstler und Wissenschafter zur Verfügung.

## Herausgeberschaften
- Our Haus. Anton Pustet, Salzburg 2013, ISBN 978-3-7025-0712-1.
- Vienna Complex. Anton Pustet, Salzburg 2014, ISBN 978-3-7025-0756-5.
- Self-Timer Stories. Anton Pustet, Salzburg 2014, ISBN 978-3-7025-0772-5.
- Lenin: Icebreaker Revisited. Anton Pustet, Salzburg 2014, ISBN 978-3-7025-0787-9.
- Display of the Centuries. Frederick Kiesler and Contemporary Art. Anton Pustet, Salzburg 2015, ISBN 978-3-7025-0802-9.